# Elrits
De elrits (Phoxinus phoxinus) is een in de Benelux inheemse karperachtige vis. Van het geslacht Phoxinus bestaan ongeveer zestien soorten, verspreid rond de Noordpool in Eurazië en Noord-Amerika. Daarnaast zijn er sterk op de elrits gelijkende soorten in Zuid-Europa.

## Uiterlijk

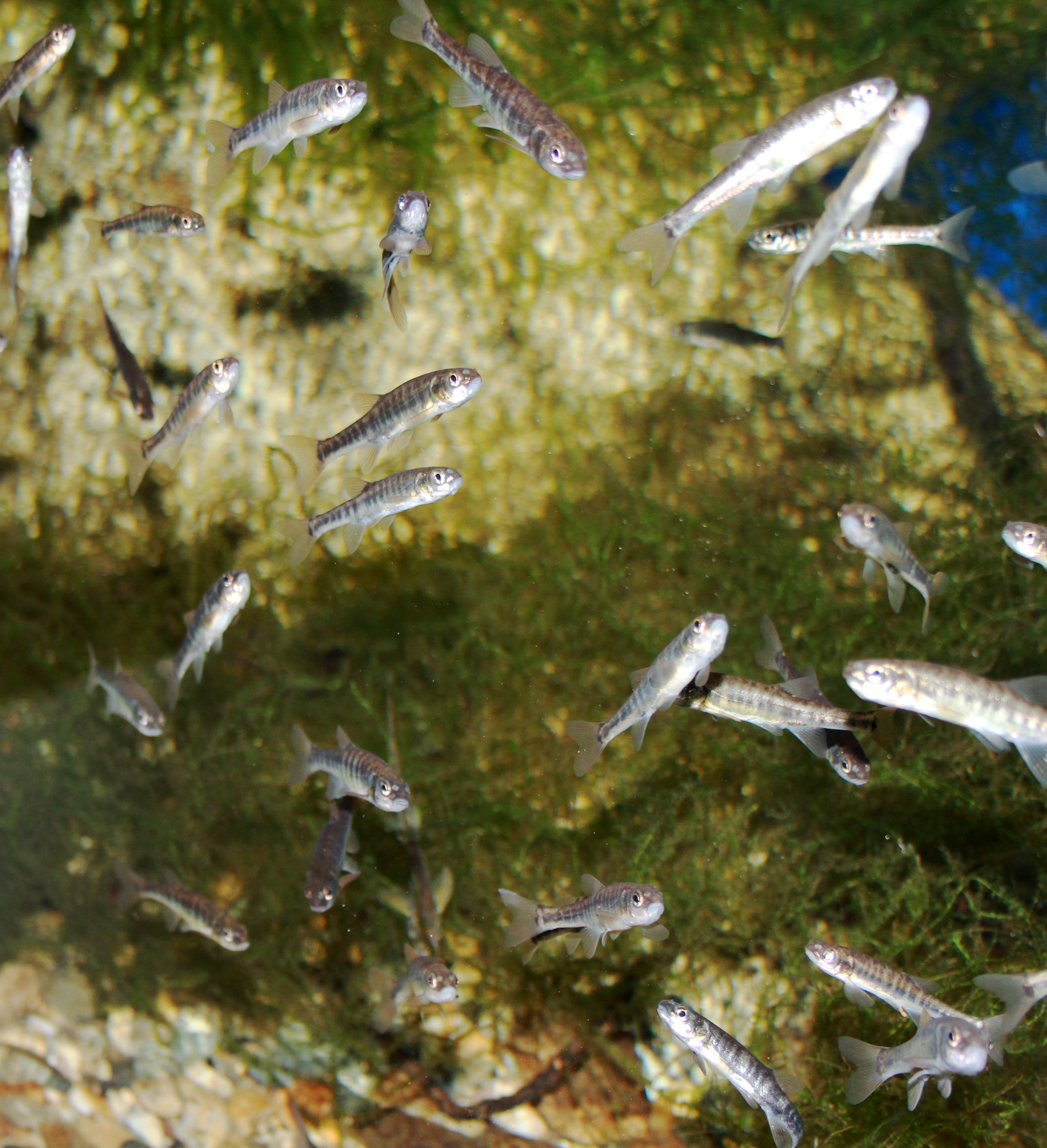
Elritsen tijdens een tentoonstelling over het onderwaterleven van de Moldau in Praag

Het lichaam van de elrits is spoelvormig. De zijlijn is onvolledig en de vis heeft kleine schubben. De elrits wordt over het algemeen 7 tot 9 cm lang. De maximale lengte is 13 cm.
De rug is olijfbruin, evenals de flanken en de vis heeft daar een gouden weerschijn. De buik is witgeel. Op de zijden is een onregelmatig patroon van verticale strepen en stippen te zien.
De mannetjes hebben een bijzonder kleurrijk paaikleed. De buik en de aanzet van de borstvinnen worden rood, op de kieuwdeksels verschijnt een lichte vlek. De keel wordt vaak zwart. De mannetjes krijgen ook paaiuitslag in de vorm van witte knobbeltjes op de kop en de borstvinnen.
Bij gevaar past de elrits zijn kleuren aan door de kleur van de omgeving over te nemen.

## Ecologie
De vis wordt hoogstens vijf tot zes jaar en wordt geslachtsrijp op tweejarige leeftijd bij een lengte van 5 tot 6 cm.

### Habitat
De elrits leeft in scholen in beekjes met een geringe waterdiepte en een behoorlijke stroomsnelheid. Over het algemeen houden ze zich in de bovenste waterlagen op, in de winter verplaatsen de scholen zich naar diepere gedeeltes. Het zuurstofgehalte moet 's zomers minimaal 8 mg/l zijn en de temperatuur mag 's winters niet lager dan 3 °C en 's zomers niet hoger dan 26 °C. De elrits is erg gevoelig voor chemische vervuiling.

### Voortplanting
Mannelijke elritsen vormen territoria op boven grindbanken. Het grind heeft afmetingen van 1 tot 3 cm en de diepte is minder dan 50 cm. Vrouwtjes zwemmen de grindbank op en worden gevolgd door enkele mannetjes. De eitjes worden afgezet op een diepte van 5 cm in het grind. Het aantal eieren varieert van 200 tot 1000. De eieren komen uit na vijf tot tien dagen en de vislarven in het dooierzakstadium graven zich verder in tot een diepte van 13 cm in het grind. Na tien dagen verlaten de larven het grind en zoeken ze een stromingsluwe plek op.

## Verspreiding in Nederland en België
De elrits komt in Nederland voor in de Geul en er zijn wat incidentele waarnemingen uit de Maas en op de Veluwe in sprengenbeken onder Apeldoorn. Op de Veluwe worden maatregelen genomen zodat de elrits zijn domein kan uitbreiden. In Vlaanderen kwam de elrits voor in het Maasbekken, maar er kan sprake zijn geweest van introductie vanuit de Ardennen. De elrits wordt in ruime mate als aasvis gekweekt in de Ardennen en komt daar ook van nature veel voor.

## Wettelijke status in Nederland
De elrits is een beschermde diersoort sinds 1973 en staat als zodanig in de Flora- en faunawet. Bovendien staat de vissoort in Nederland op de rode lijst als bedreigde diersoort. De inheemse elrits mag men dus niet als vijver- of aquariumvis houden. Op de internationale Rode Lijst van de IUCN heeft de elrits de status 'least concern'. (veilig)
De elrits kent ook een gekweekte "goud"-variant, de goudelrits, die niet onder de Flora- en faunawet valt. De "goudelrits" is een kleurvariant van de dikkopelrits, een exoot. De goudvariant is een goedkoop visje dat het goed doet in een beplante vijver of koudwateraquarium.
De elrits is gevoelig voor verontreiniging van het water en wordt in veel experimenten gebruikt als proefdier.

## Experimenten
De elrits is in het verleden gebruikt voor vele experimenten. Met name de zintuigexperimenten van Karl von Frisch waarbij het gehoor van de elrits werd getest en zijn ontdekking van "Schreckstoff", een alarmferomoon dat wordt uitgescheiden bij de beschadiging van de huid door bijvoorbeeld een predator en de bij rest van de school een langdurige schrikreactie oproept, zijn van grote betekenis geweest.

## Voetnoten
1. ↑  (en) Elrits op de IUCN Red List of Threatened Species.
2. 1 2  van Emmerik, W.A.M. & H.W. de Nie, 2006. De zoetwatervissen van Nederland. Ecologisch bekeken. Sportvisserij Nederland, Bilthoven.
3. 1 2 3  Crombaghs, Akkermans, Gubbels,Hoogerwerf 2000. Vissen in Limburgse Beken. Stichting Natuurpublicaties. ISBN 90 74508 09 X
4. ↑  Historische Visbestanden Vlaanderen p 10